# إدوين أغسطس ريغ
إدوين أغسطس ريغ (بالإنجليزية: Edwin Augustus Rigg)‏ هو عسكري أمريكي، ولد في 15 يناير 1822 في فيلادلفيا في الولايات المتحدة، وتوفي في 27 يناير 1882 في Contention City, Arizona ‏ في الولايات المتحدة.